# Vijaya Lakshmi Pandit
Vijaya Lakshmi Nehru Pandit (Allahabad, 18 de agosto de 1900–Dehradun,1 de diciembre de 1990) fue una diplomática y política india, El 15 de septiembre de 1963 asumió la presidencia de la Asamblea General de Naciones Unidas siendo la primera presidenta en la historia de la organización. También fue la primera mujer india que asumió un puesto de gobierno en India preindependiente. Sirvió como diplomática, enviada de Nehru a la Unión Soviética, Estados Unidos, Naciones Unidas, México, Irlanda y España. Fue también Alta Comisionada de la India en el Reino Unido y durante su estancia en Londres fue clave en las relaciones indo-británicas de la época. Presidió la Conferencia Panindia de Mujeres, desde 1941 hasta 1943, y fue la fundadora y presidenta del organismo Save the Children India.

## Biografía
Nació en el seno de una influyente familia en la política de la India. Su padre Motilal Nehru (1861–1931), un rico abogado que pertenecía a la comunidad pandit cachemir, ejerció dos veces como presidenta del Congreso Nacional Indio durante la lucha por la independencia. Su madre, Swaruprani Thussu (1868–1938), procedía de una conocida familia de brahmanes cachemires asentada en Lahore, era la segunda esposa de Motilal, habiendo muerto la primera de parto. Vijaya fue la segunda de tres hermanos: su hermano mayor Jawaharlal Nehru, once años mayor que ella, fue un activista por la independencia de la India y llegó a ser el primer primer ministro de la India independiente y su hermana menor, Krishna Hutheesing, nacida en 1907 fue una escritora notable y escribió varios libros sobre su hermano.

### Carrera política
Pandit fue la primera mujer india en desempeñar un puesto en el gobierno preindependencia. En 1937 fue elegida para la legislatura provincia de las Provincias Unidas y designada ministra de autogobierno local y salud pública. Conservó este segundo cargo hasta el año 1938 y de nuevo de 1946 a 1947. En 1946 fue elegida miembro de la Asamblea Constituyente de las Provincias Unidas.
Después de la independencia de la India en 1947 entró en el servicio diplomático, y fue nombrada embajadora de la India en la URSS de 1947 a 1949, embajadora en EE. UU., embajadora en México de 1949 a 1951, en Irlanda de 1955 a 1961 (época en la que era también Alta Comisionada de la India en el Reino Unido, y embajadora en España de 1958 a 1961. Entre 1946 y 1968, estuvo al frente de la delegación india a las Naciones Unidas. En 1953, se convirtió en la primera Presidenta de la Asamblea General de las Naciones Unidas (fue admitida como miembro honorario de la Hermandad Alpha Kappa Alpha en 1978 por este logro).
En la India, sirvió como gobernadora de Maharastra de 1962 a 1964, después de lo cual fue elegida para el Lok Sabha indio por Phulpur, el anterior distrito electoral de su hermano de 1964 a 1968. Pandit fue una dura crítica de su sobrina, Indira Gandhi, después de que ésta fuera elegida primera ministra de la India en 1966. Se retiró de la política activa después de que las relaciones entre ellas se deterioraran. Al retirarse, se trasladó a Dehradun en el valle de Doon en las colinas al pie del Himalaya. Salió de su retiro en 1977 para hacer campaña contra Indira Gandhi y contribuyó a la victoria del Janata Dal en la elección de 1989. Se escribió que tenía la intención de presentar su candidatura a la presidencia del país pero fue Neelam Sanjiva Reddy quien se presentó y ganó las elecciones sin oposición.
En 1979, fue nombrada representante de la India en la Comisión de Derechos Humanos de las Naciones Unidas, después de lo cual se retiró de la vida pública. Sus escritos incluyen The Evolution of India (1958) y The Scope of Happiness: A Personal Memoir (1979).

## Vida personal

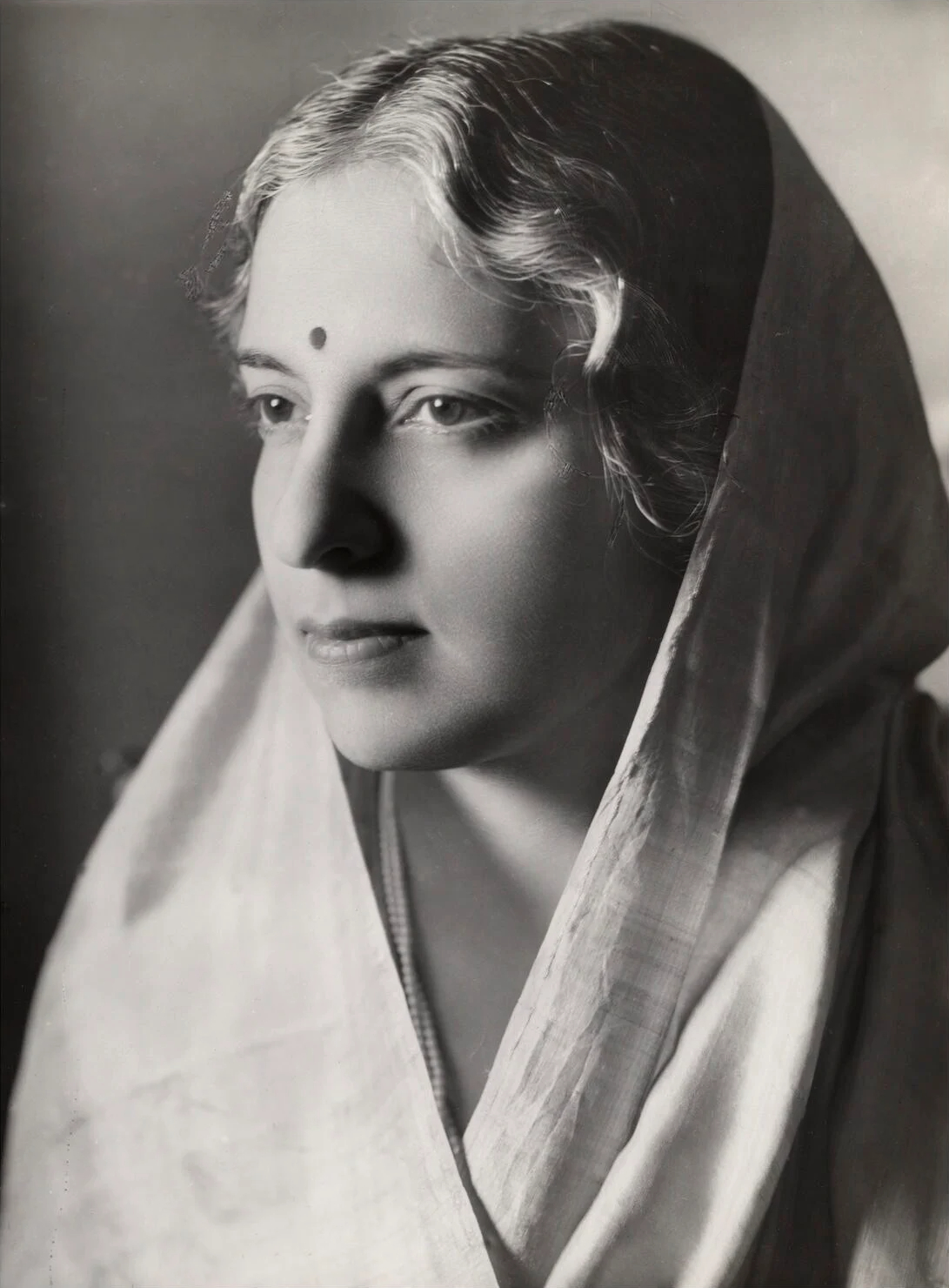
Vijaya Lakshmi Pandit en 1938

Provinente de una influyente familia, era hermana de Jawaharlal Nehru, el primer primer ministro de la India independiente, su sobrina Indira Gandhi fue la primera mujer primera ministra de la India y su sobrino nieto Rajiv Gandhi, fue el sexto primer ministro de la India.  
El peso de su familia llegó al punto de que Vijaya llegó a casarse en secreto con un joven periodista musulmán, Syud Hossain, un matrimonio que fue anulado porque Nehru y Gandi consideraron que tendría serias implicaciones en el Movimiento Nacional.
En 1921 se casó con Ranjit Sitaram Pandit, un abogado de Maharastra oriundo de Kathiawar y erudito clásico que tradujo Rajatarangini, la historia épica de Kalhana, del sánscrito al inglés. Fue arrestado por su apoyo a la independencia de la India y murió en la prisión de Lucknow en 1944. 
Tuvieron tres hijas: Chandralekha Mehta, Nayantara Sahgal y Rita Dar. Nayantara Sahgal, que más tarde fue a vivir a casa de su madre en Dehradun, es una conocida novelista. Gita Sahgal, su nieta, es escritora y periodista sobre temas de feminismo, fundamentalismo y racismo, directora de documentales ganadores de premios, y activista por los derechos humanos.
Falleció el 1 de diciembre de 1990 en Dehradun.